# Команчанська Республіка
Команча́нська Респу́бліка (Комане́цька Респу́бліка, Ви́слоцька Респу́бліка, Східно-Ле́мківська Респу́бліка) — державне утворення, що об'єднало під гаслом єдиної української національної та державної ідеї 33 лемківських села, але була ліквідована через 3 місяці після свого утворення. Утворено 4 листопада 1918 року, ліквідовано 23 січня 1919 року. 

## Історія
Після розпаду Австро-Угорщини на заході України з'явилися перші спалахи визвольної боротьби. У зв'язку з тим, що в Сяніку неможливо було заснувати повітову УН Раду, оскільки там було розквартироване польське військо, вирішили створити Раду Сяноцького повіту у Вислоку, яка стала центром національно-визвольної боротьби у Східній Лемківщині.
З листопада 1918 р. парох села Вислік Великий о. Пантелеймон Шпилька отримав прокламацію про проголошення ЗУНР. Разом із парохом села Вислік Нижній о. Михайлом Теслею й учителем Грицем Судомиром вони вирішили скликати наступного дня селянське віче у місцевій школі.
4 листопада до школи прибуло 70 делегатів із сіл Вислік Великий, Команча, Полави, Поляни Суровичні, Дарів, Щавне, Прибишів. До згаданих сіл приєдналися селяни сіл Балигород, Репедь, Туринське, Старий Лупків, Должиця, Чистогорб, Явірник, Куляшне, Кальниця, Радошиці, Ославиця, Височани, Карликів, Полонна, Смільник, Суковате, Миків, Манів, Мощанець, Морохів, Бальниця, Воля Мигова, Душатин, Прелуки, Тісна, Щавне. На зборах засновано Повітову Українську Національну Раду з осідком у Вислоці Великому (Вижньому), проголошено створення «Східно-Лемківської Республіки», також відомої в українській та польській історіографії як «Команчанська» або «Команецька Республіка», адже саме у селі Команчі знаходився головний оборонний штаб.

### Керівні органи
Обрано управу з 11-ти осіб, яку очолили о. Пантелеймон Шпилька та селянин із Команчі Андрій Кира — комендант міліції.
Повітова Українська Національна Рада:
- Пантелеймон Шпилька (1918—1919) — голова Ради;
- Гриць Судомир — керівник Українського повітового комітету.

Виконавчий орган Команчанської Республіки мав назву «Комісаріат повіта Саніцького у Вислоці Великім». На керівника комісаріату був покладений обов'язок створення по селах громадських рад, які присягали на вірність Українській Державі. Було ухвалено форму і зміст державної печатки. Для організації проти польського фронту та надійної охорони кордонів проголошеної республіки, о. Шпилька привіз з Угорщини до Вислока 12 офіцерів, розподіливши їх до шести станиць у селах Вислоці, Суровиці, Команчі, Щавнику, Куляшному, Репеді. Суддя Іван Куціла полагоджував усі судові справи від імені Західно-Української Народної Республіки.
До складу виконавчого органу ввійшли:
- Теодор Шпилька;
- Гриць Судомир;
- суддя Іван Куціла;
- повітовий комендант міліції Андрій Кира — колишній австрійський підстаршина.

У грудні 1918 року на черговій нараді уповноважених у Вислоці прийнято ухвалу, приєднати Східно-Лемківську Республіку до ЗУНР, адже представники республіки, яка охоплювала близько 30 лемківських сіл з майже 18-тисячним населенням, недвозначно вважали себе частиною ЗУНР, а своє окремішнє самоврядування — тимчасовим і вимушеним.
Спроби отримати військову допомогу зі Стрия та Самбора не мали результату. Військова команда Стрия не вірила в успіх українського руху на Лемківщині, тому не надала Команчанській Республіці дієвої підтримки. Єдиним захистом для «команчан» була організована ними міліція (близько 800 осіб). За умов відсутності зв'язку з центральним урядом ЗУНР Команчанська Республіка вимушена була діяти автономно. Тадеуш Анджей Ольшанський звернув увагу на той факт, що «команчанці», шукаючи підтримки в Стрию, не намагались об'єднатися з ближче розташованими осередками влади ЗУНР у Лютовиськах та Балигороді. На думку дослідника, в основі цього факту могли бути міжетнічні та соціальні чинники: почуття «вищості» лемків щодо бойків, а також недовіра місцевих селян до урядників у Балигороді — переважно «міських панів» (у «Команчанській Республіці» урядували в основному селяни та священники).

## Збройна боротьба
Оскільки Східно-Лемківська Республіка відкрито прагнула до об'єднання з Україною, польські леґіонери вирішили якомога скоріше її знищити. Вони зайняли Щавне, але під натиском селян із Прелук і Репеді цього разу змушені були відступити. Леґіонери повторили напад на Щавне, але селяни відтіснили їх до Сянока, причому вісьмох роззброїли.
Увечері 23 січня 1919 великий загін польського війська напав на Вислік. Після завзятої сутички поляки здобули перемогу й одразу кинулися шукати о. Шпилька, який у цей час перебував у селі Габуран на Пряшівщині. За його видачу було встановлено винагороду у розмірі 5 тис. австрійських крон. У битві загинули селяни Федір Чура, Іван Карнафем, багатьох було заарештовано. Коменданта поліції Щуровського після жахливих катувань польські вояки розстріляли. Діяльність управи припинилася.
Уранці 24 січня 1919 року польська армія захопила Команчу.
Самостійно виникнувши 4 листопада 1918 року, не маючи безпосереднього зв'язку з Центральним Урядом ЗУНР, українською армією, не дістаючи від них жодної допомоги, Лемківська республіка проіснувала майже три місяці, до 24 січня 1919 року.